# سيريلة جلدية
سيريلة جلدية (الاسم العلمي: Cyrilla coriacea) هي نوع من النباتات تتبع جنس السيريلة من فصيلة السيريلية.